# Helicopsyche caledonia
Helicopsyche caledonia là một loài Trichoptera trong họ Helicopsychidae. Chúng phân bố ở miền Australasia.